# Pilostyles sessilis
Pilostyles sessilis är en tvåhjärtbladig växtart som beskrevs av Joseph Nelson Rose. Pilostyles sessilis ingår i släktet Pilostyles och familjen Apodanthaceae. Inga underarter finns listade i Catalogue of Life.